# Chiesa fortificata

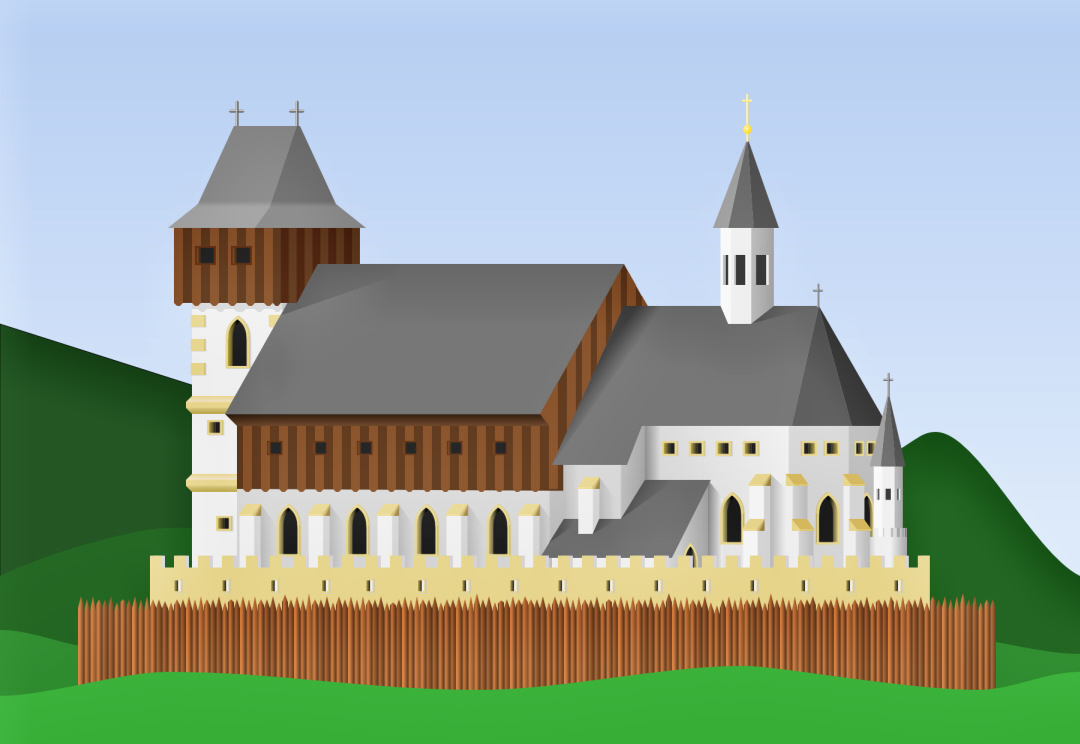
Esempio di una chiesa fortificata

Una chiesa fortificata è una chiesa specificamente dedicata al culto religioso cristiano e alla difesa militare di una comunità. Nel Medioevo, le chiese dei paesi vicino alle frontiere più esposte alle invasioni adattarono la loro architettura ai bisogni di guerra. In alcune regioni dell'Europa, note per le loro frequenti guerre, la quantità di chiese fortificate presenti nel territorio è particolarmente elevato.

## Spagna
Le chiese spagnole sono state fortificate principalmente durante la Reconquista e la Prima guerra civile castigliana.

Chiesa fortificata de Spagna
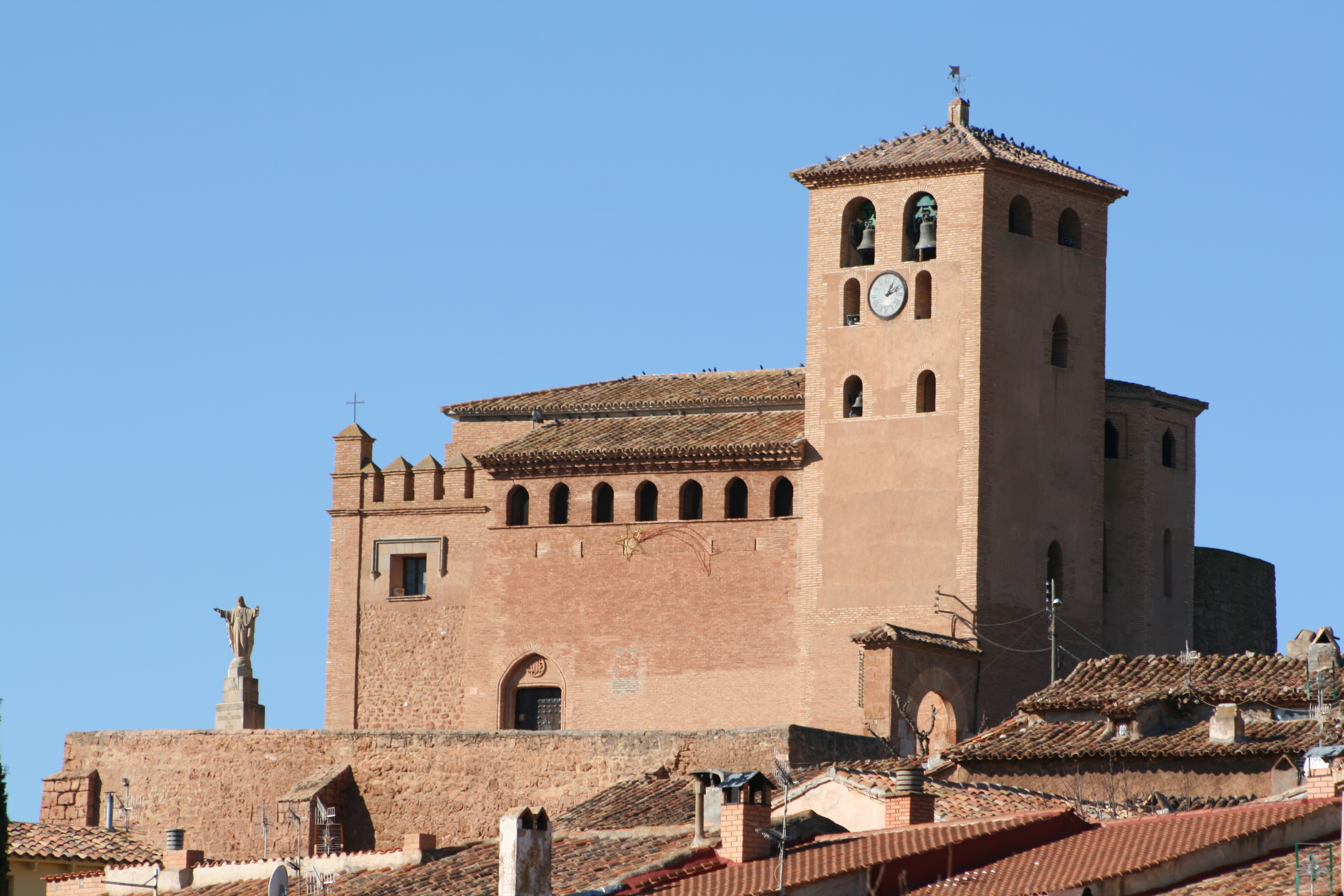
Chiesa di Santa Tecla Cervera de la Cañada.Lista del Patrimonio dell'Umanità
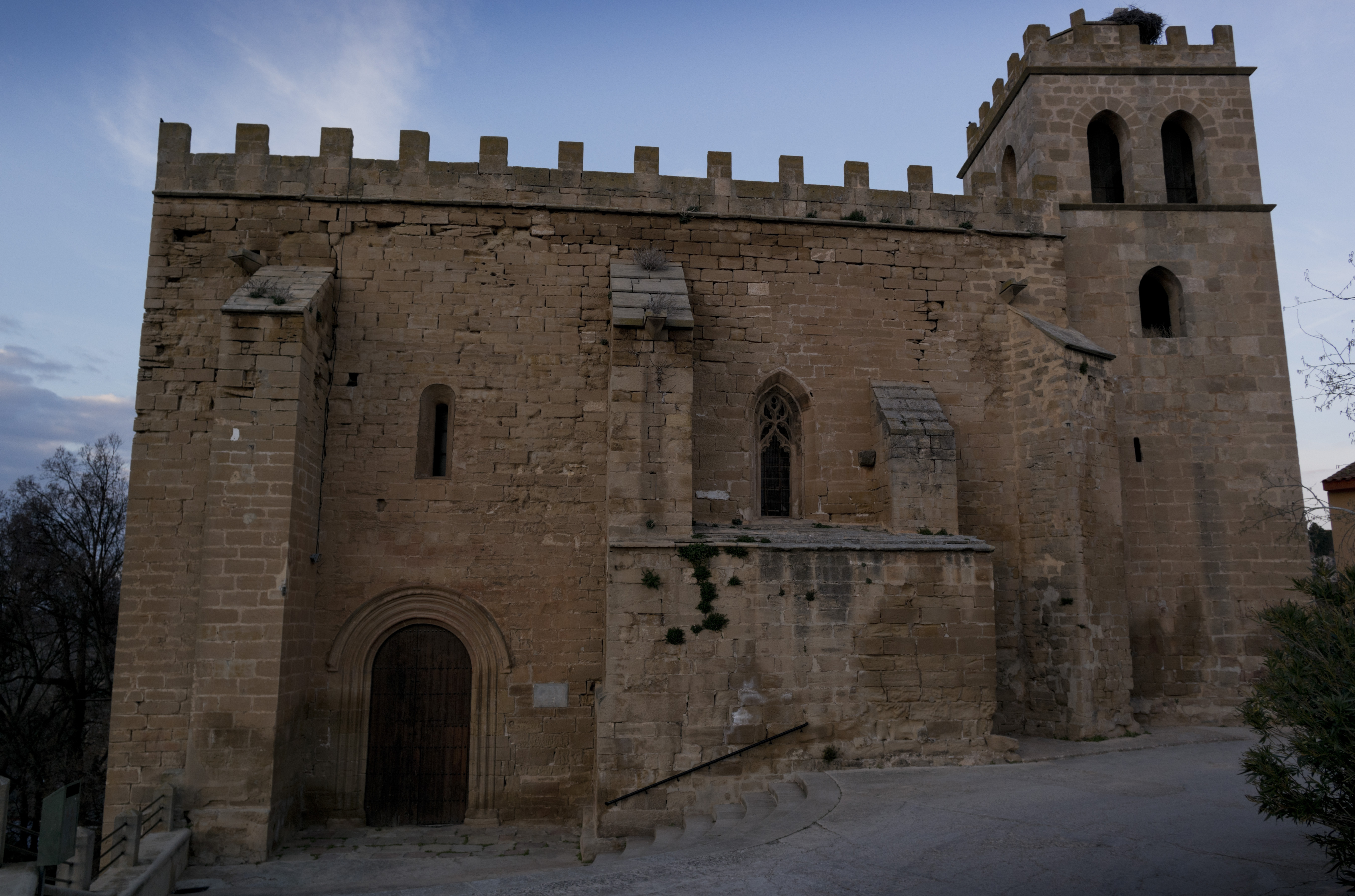
Chiesa di San Juan Bautista Fabara
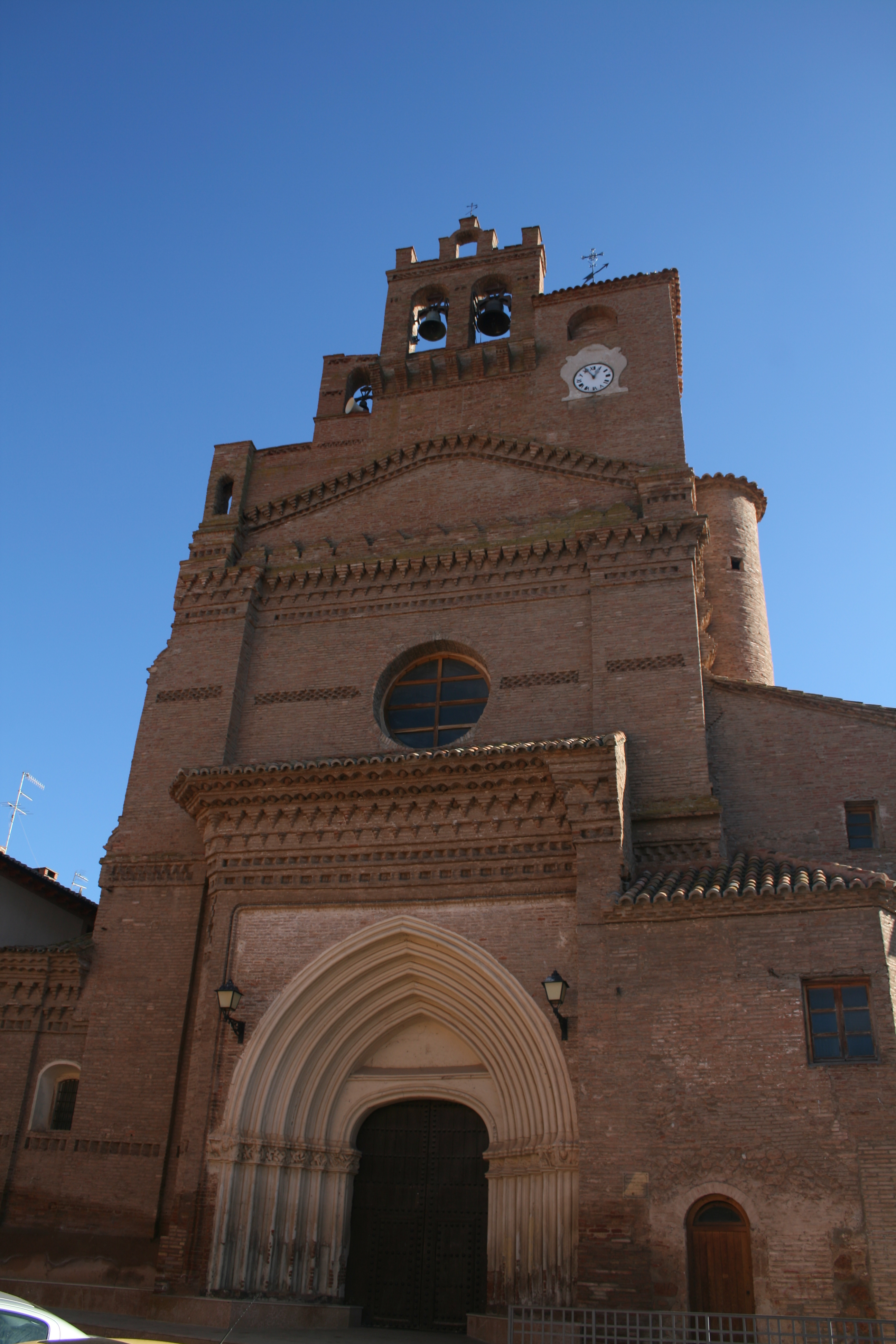
Chiesa di San Pedro Apóstol Villarroya de la Sierra
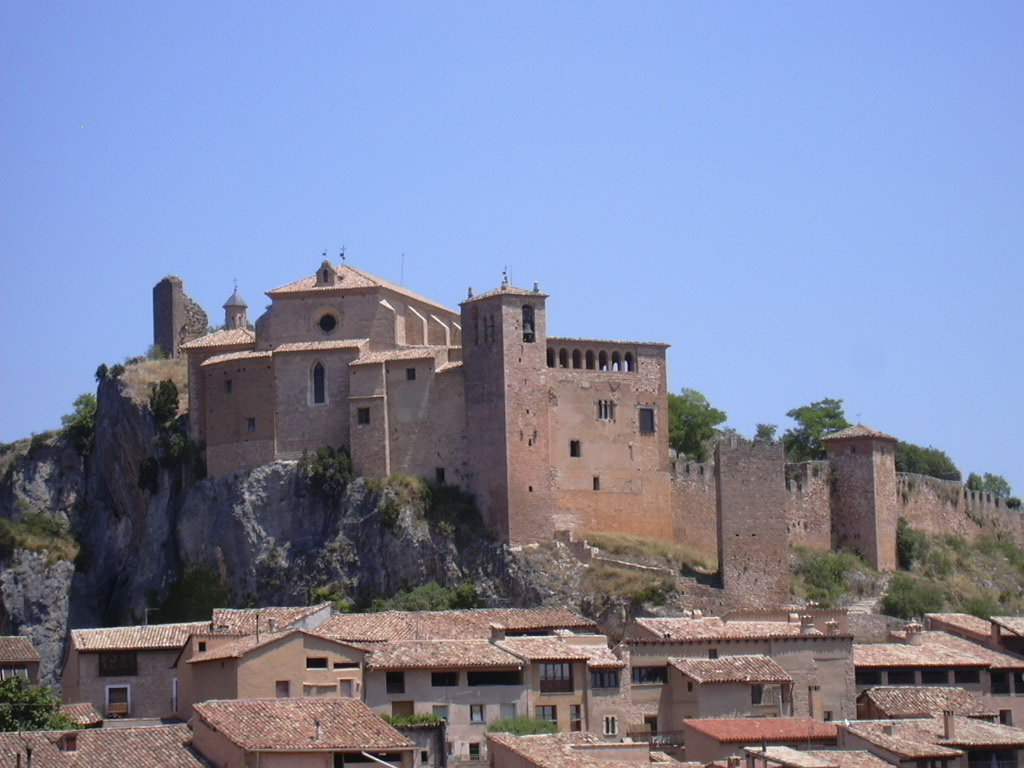
Collegiata de Santa María la Mayor Alquézar
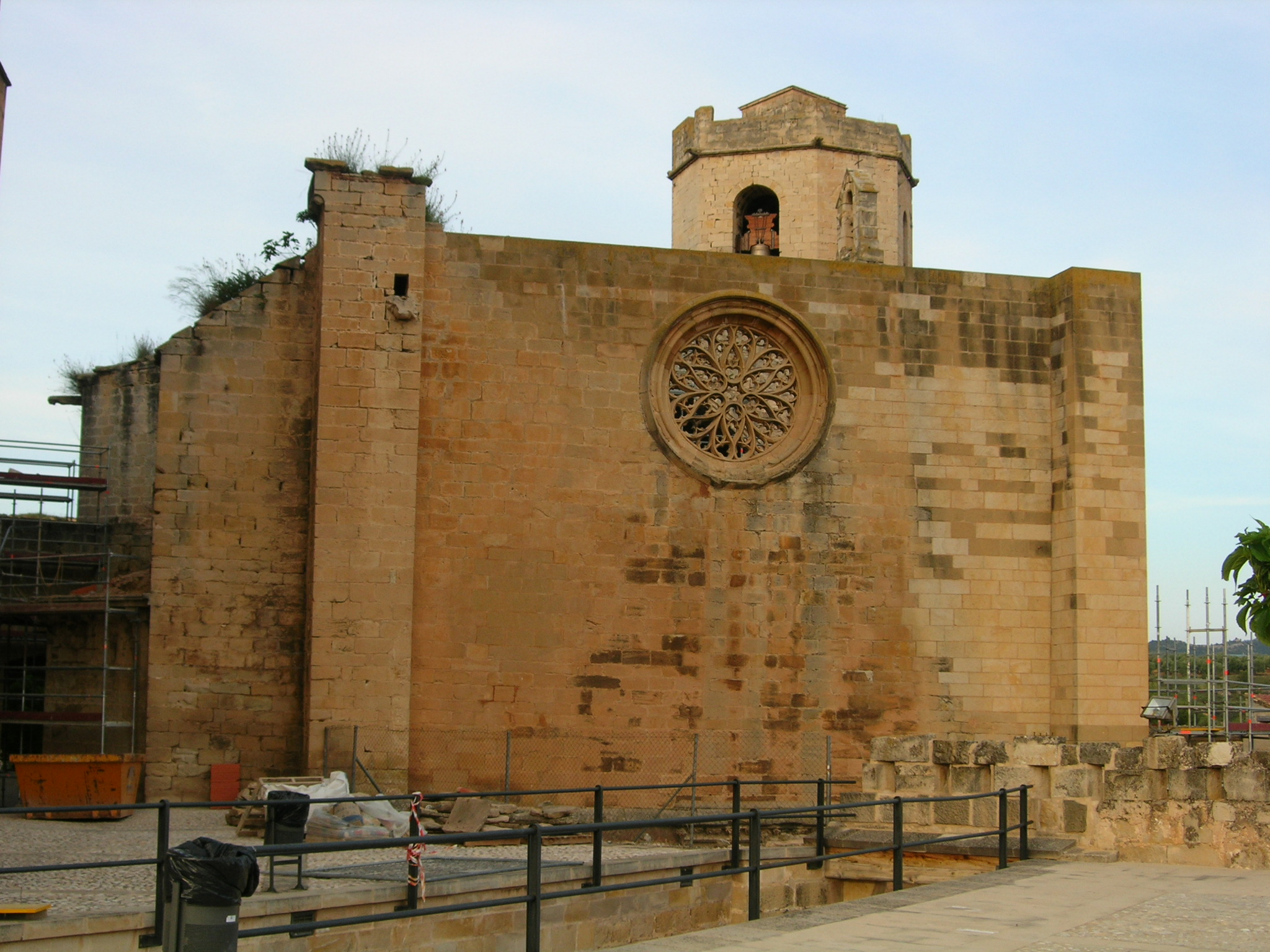
Chiesa di Santa María la Mayor Valderrobres

## Francia
Le chiese fortificate sono numerose soprattutto nella regione storica della Grande Thiérache, che era situata al confine tra la Francia ed il Belgio, nella regione di Lorena, al confine con i paesi tedeschi, nella Charente Marittima, che ha conosciuto numerosi scontri con gli inglesi, e nelle regioni meridionali come la Dordogna

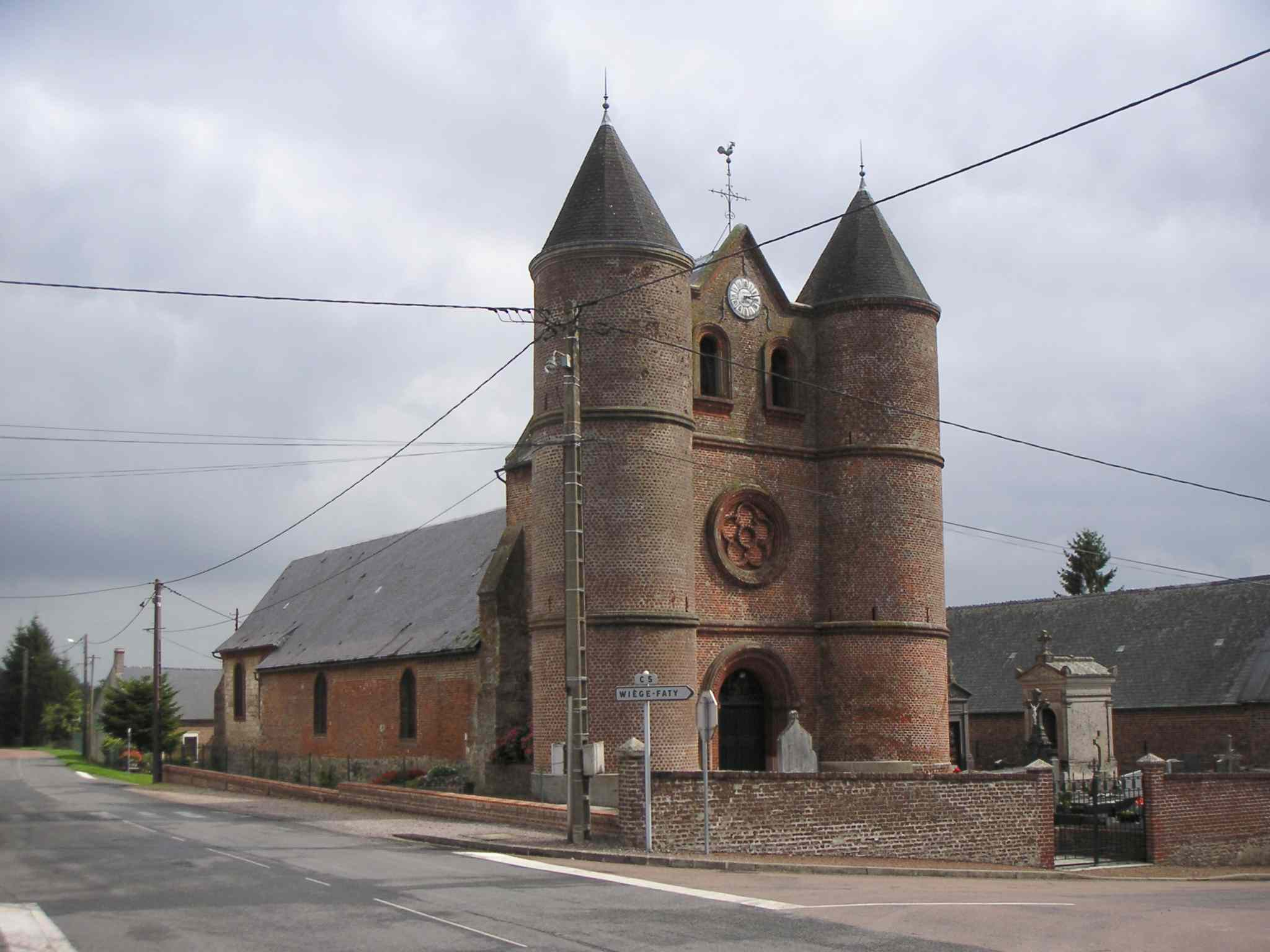
Monceau-sur-Oise
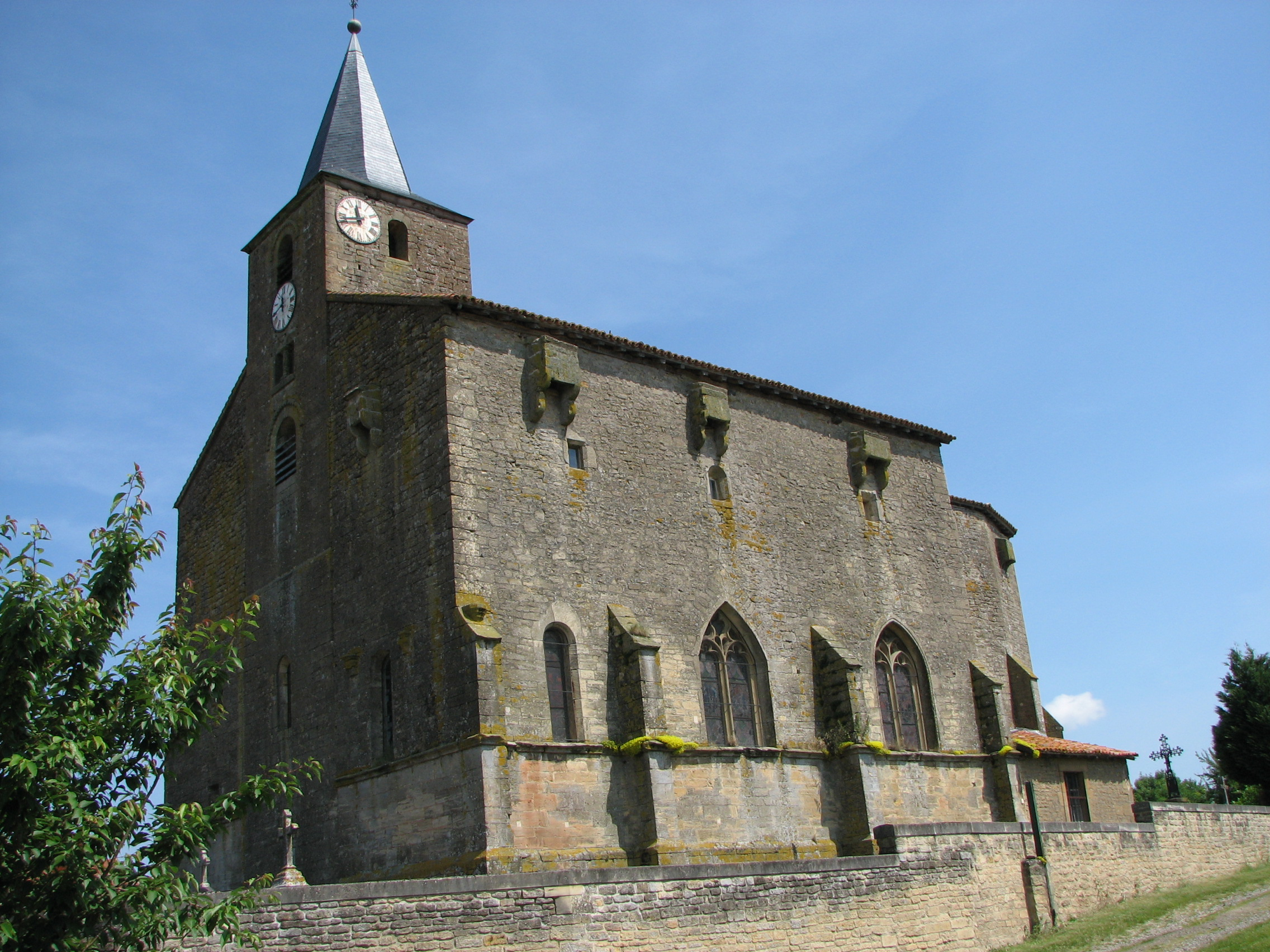
Saint-Pierrevillers
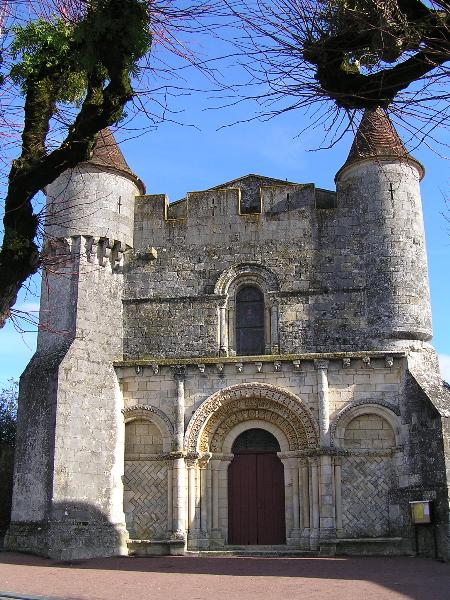
Écoyeux
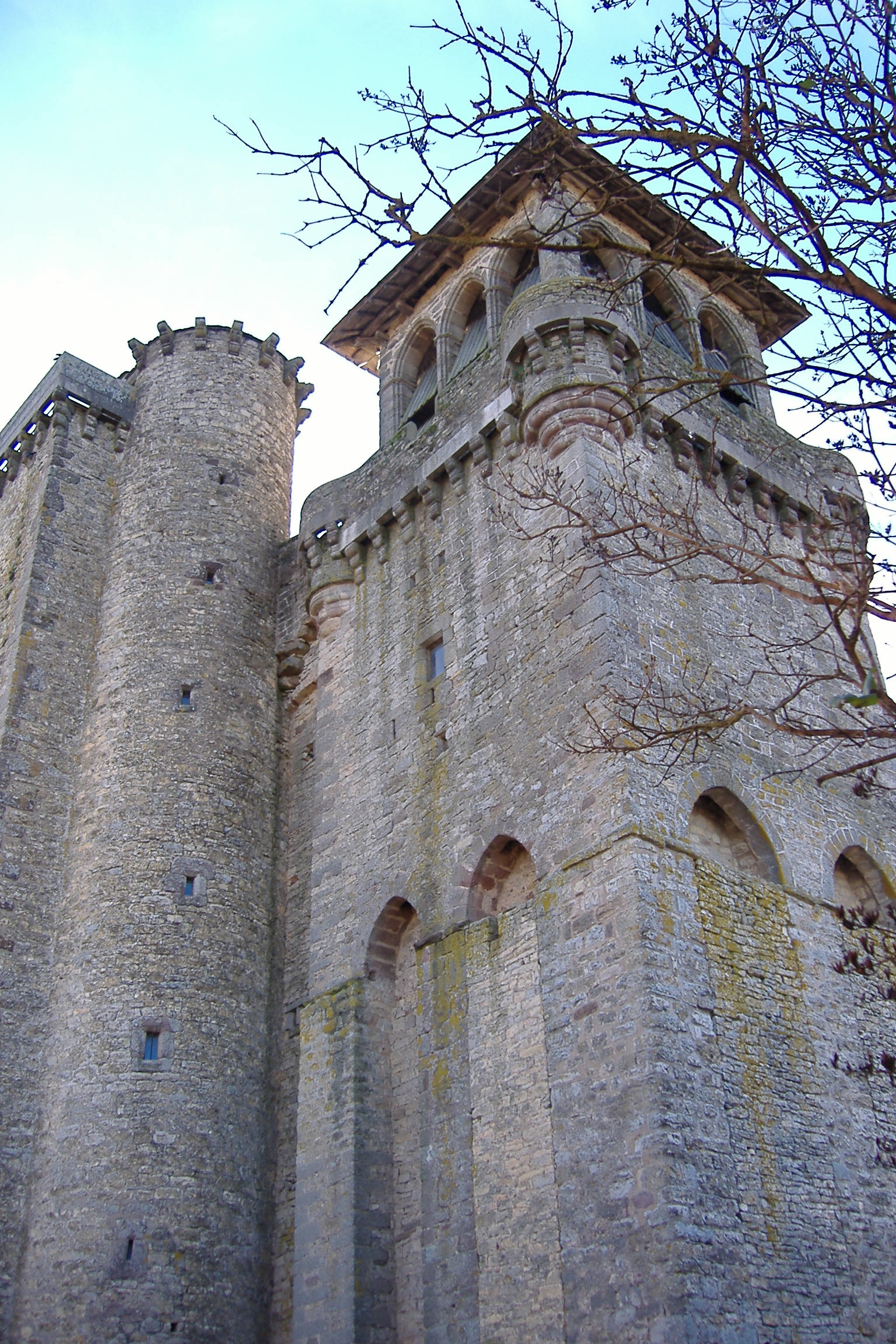
Sainte-Radegonde (Aveyron)

## Germania
Le chiese tedesche sono state fortificate principalmente durante la guerra dei trent'anni.

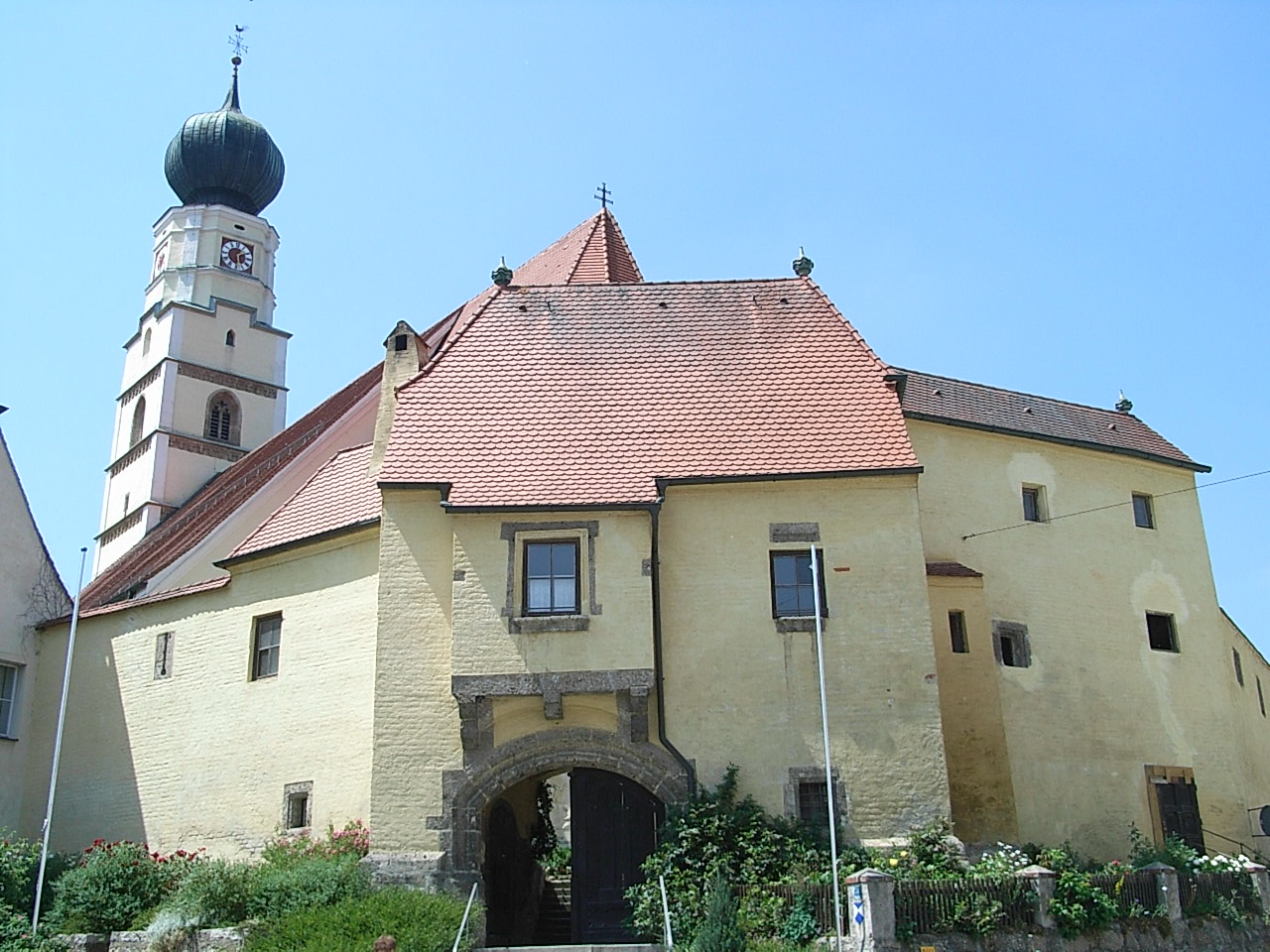
Kößlarn
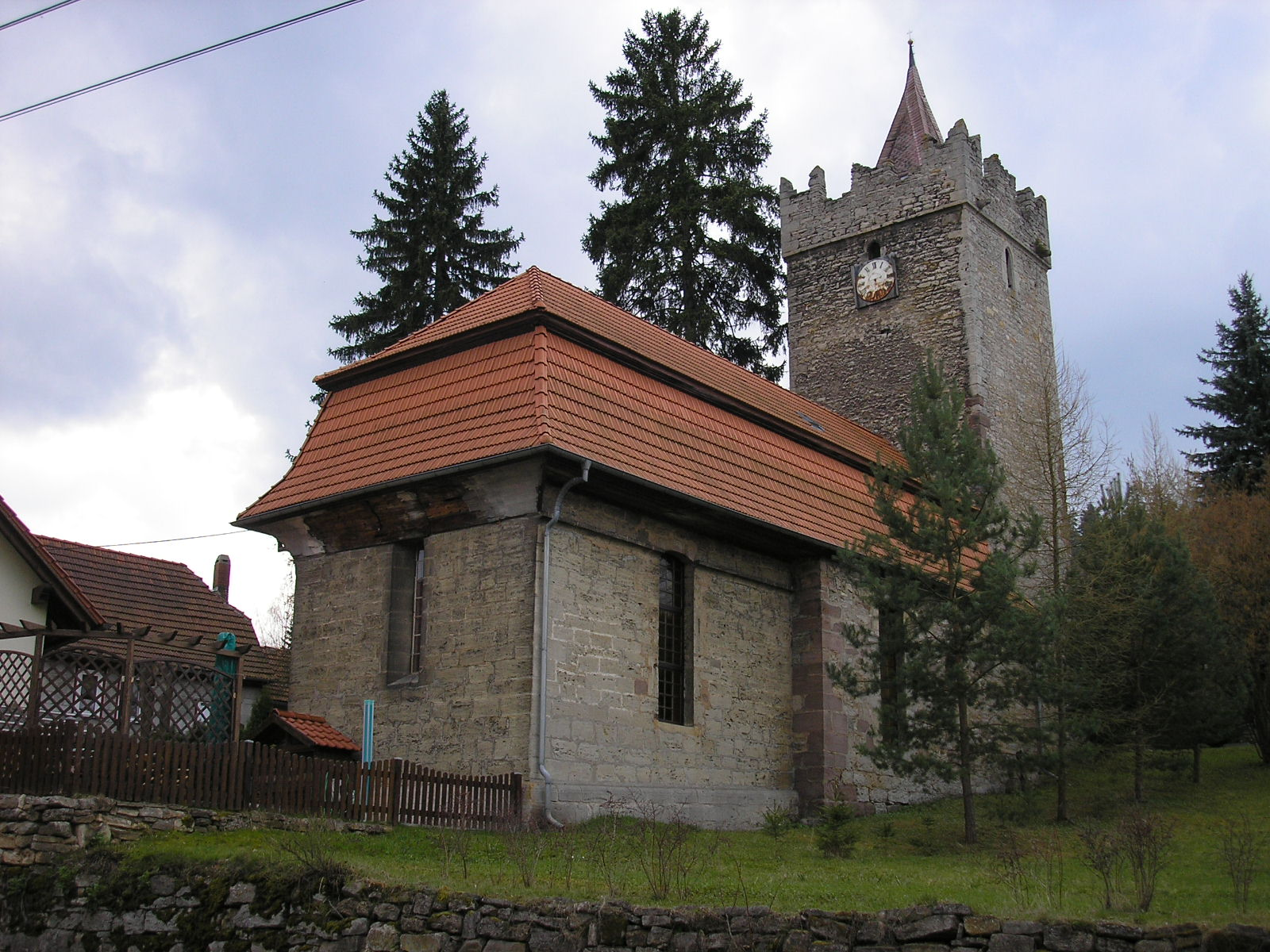
Kleinbreitenbach (Plaue)
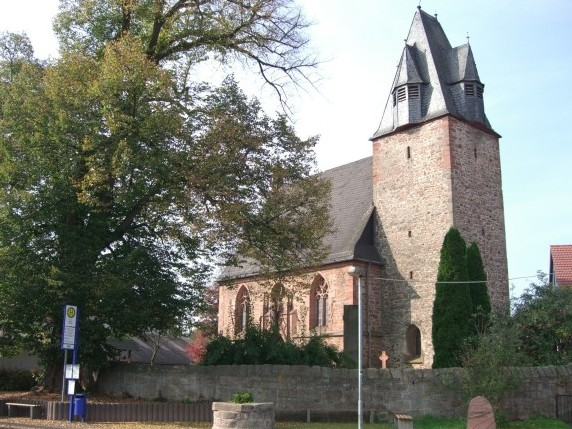
Chiesa di Wenkbach, vicino a Weimar (Lahn)
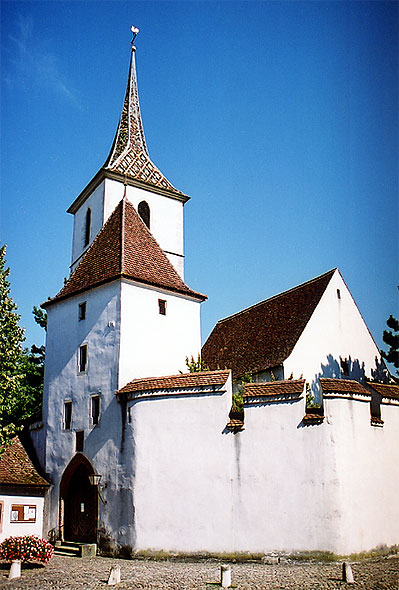
Muttenz (Svizzera)

## Romania
Nella Romania, le chiese fortificate sono particolarmente numerose nel sud-est della Transilvania, una regione costantemente minacciata dai turchi e dai tatari, dove oggi si trovano più di 150 edifici di questo genere, tra quali anche sette chiese registrate nella Lista del Patrimonio dell'Umanità. Altre sono anche presenti nella regione di Hunedoara e nel nord della Moldavia (alcune chiese dipinte, registrate nella Lista del Patrimonio dell'Umanità per le pitture esterne, sono anche fortificate).

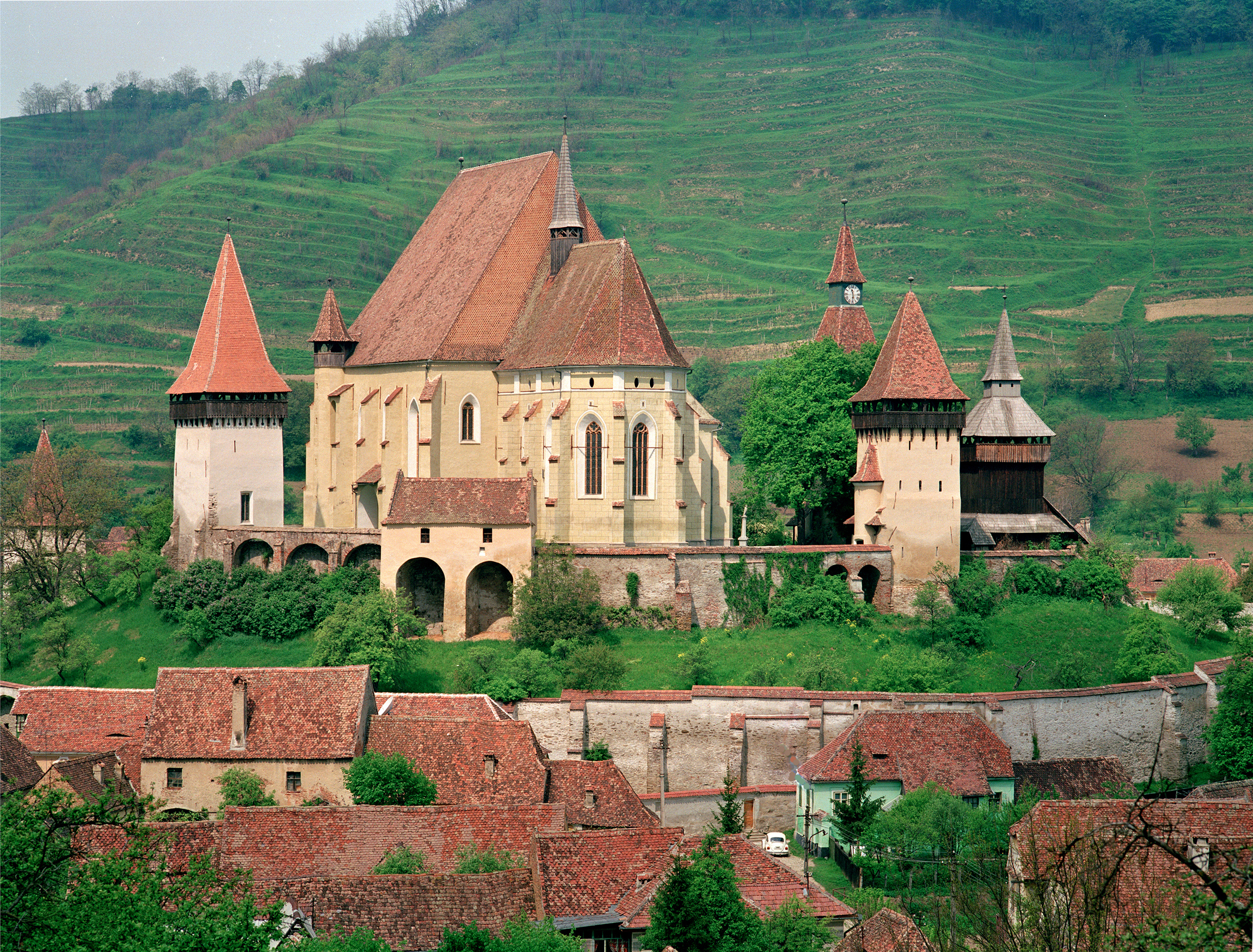
Biertan, villaggio registrato nella Lista del Patrimonio dell'Umanità
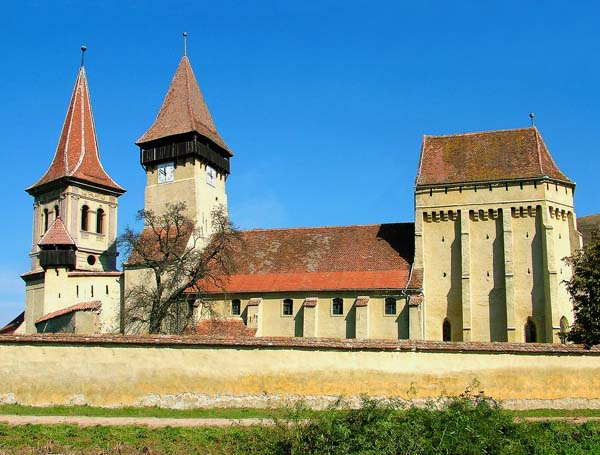
Șeica Mică
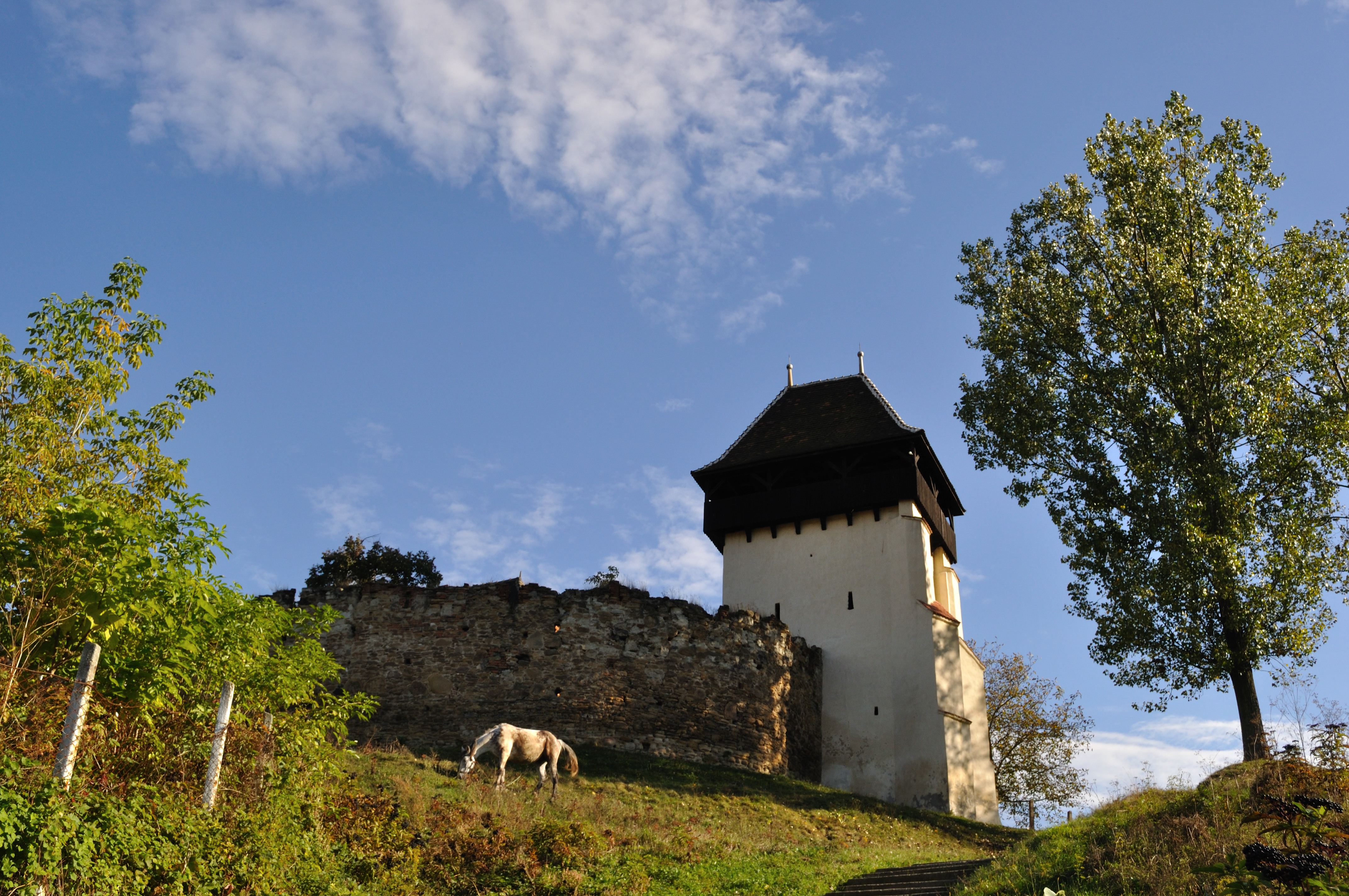
Torre d'ingresso della chiesa di Țapu
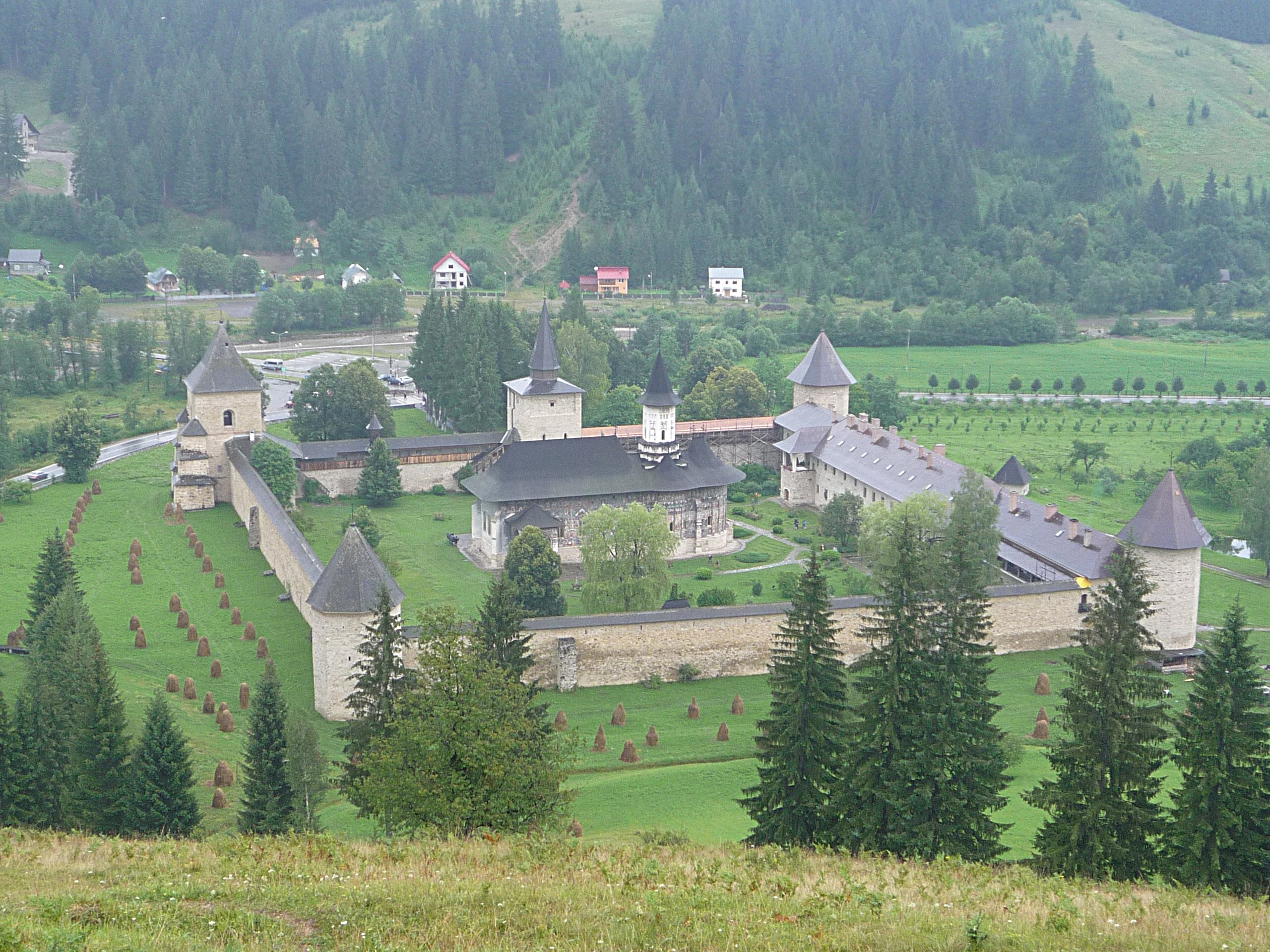
Monastero di Sucevița, registrato nella Lista del Patrimonio dell'Umanità